# Coraliomela brunnea
Coraliomela brunnea es un coleóptero de la familia Chrysomelidae.
Fue descrita científicamente en 1821 por Thunberg.